# Umberto Zannier

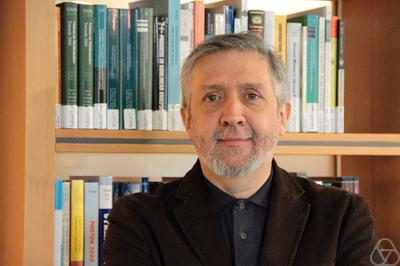
Umberto Zannier

Umberto Zannier (* 25. Mai 1957 in Spilimbergo) ist ein italienischer Mathematiker, der sich mit Zahlentheorie und Diophantischer Geometrie befasst. Er ist Professor für Geometrie an der Scuola Normale Superiore.

## Leben
Zannier erwarb den Laurea-Abschluss an der Universität Pisa und studierte an der Scuola Normale Superiore bei Enrico Bombieri. 1983 bis 1987 war er an der Universität Padua, 1987 bis 1991 Assistenzprofessor für Algebra an der Universität Salerno, 1991 bis 2003 Professor für Geometrie an der Università IUAV di Venezia in Venedig und ab 2003 Professor für Geometrie an der Scuola Normale Superiore.
2010 hielt er die Hermann Weyl Lectures am Institute for Advanced Study und war unter anderem am Institut Henri Poincaré in Paris, an der ETH Zürich und am Erwin-Schrödinger-Institut in Wien. Er war Invited Speaker auf dem 4. Europäischen Mathematikerkongress in Stockholm 2004 (On the integral points on certain algebraic varieties). Zannier wurde 2004 korrespondierendes Mitglied des Istitutio Veneto und er ist Mitglied der Accademia dei Lincei (2006) und der Academia Europaea (2012).
Mit Jonathan Pila entwickelte er eine Methode der Anwendung der O-Minimalität auf zahlentheoretische und algebro-geometrische Probleme, die Pila-Zannier-Methode. Damit bewiesen sie (nach Michel Raynaud und Ehud Hrushovski) nochmals die Manin-Mumford-Vermutung. Zannier bewies mit P. Corvaja 2002 den Satz von Siegel über die endliche Anzahl ganzzahliger Punkte auf Kurven vom Geschlecht {\displaystyle g>0} mit dem Subspace-Theorem von Wolfgang Schmidt.
2005 erhielt er den Mathematik-Preis der Accademia dei XL und 2011 einen Advanced Grant des European Research Council (ERC). Er ist Herausgeber der Annali di Scuola Normale Superiore und Mitherausgeber von Acta Arithmetica. 2014 war er Eingeladener Sprecher auf dem ICM in Seoul (Elementary integration of differentials in families and conjectures of Pink). Für 2020/21 ist er Plenarsprecher auf dem 8. Europäischen Mathematikerkongress.

## Schriften
- Some Applications of Diophantine Approximation to Diophantine Equations. Forum, Udine 2003.
- Lecture Notes on Diophantine Analysis. Edizioni Della Normale (Lecture Notes Scuola Normale Superiore), Anhang Francesco Amoroso, 2009.
- Some Problems of Unlikely Intersections in Arithmetic and Geometry. In: Annals of Math. Studies, Band 181, Princeton University Press, 2012 (mit Anhang von David Masser).
- Mit Enrico Bombieri, David Masser: Intersecting a Curve with Algebraic Subgroups of Multiplicative Groups. In: International Mathematics Research Notices, Band 20, 1999, S. 1119–1140.
- A proof of Pisot {\displaystyle d^{th}} conjecture. In: Annals of Mathematics, Band 151, 2000, S. 375–383.
- Mit P. Corvaja: A subspace theorem approach to integral points on curves. In: Compte Rendu Acad. Sci., 334, 2002, S. 267–271
- Mit P. Corvaja: Finiteness of integral values for the ratio of two linear recurrences. In: Inventiones Mathematicae, Band 149, 2002, S. 431–451.
- Mit P. Corvaja: On integral Points on Surfaces. In: Annals of Mathematics, Band 160, 2004, S. 705–726.
- Mit P. Corvaja: Some cases of Vojta’s conjecture on integral points over function fields. In: Journal of Algebraic Geometry, Band 17, 2008, S. 295–333.
- Herausgeber mit F. Amoroso: Diophantine approximation. Lectures given at the C.I.M.E. summer school held in Cetraro, Italy, June 28 - July 6, 2000. Springer 2003.
- Mit J. Pila: Rational points in periodic analytic sets and the Manin-Mumford conjecture. In: Atti Accad. Naz. Lincei, Cl. Sci. Fis. Mat. Natur., Rend. Lincei (9) Mat. Appl., Band 19, 2008, Nr. 2, S. 149–162.